# Famille de Kermoysan
« Kermoysan » redirige ici. Pour l’article homophone, voir Kermoisan.
La famille de Kermoysan est une famille subsistante de la noblesse française, d'extraction féodale, originaire de Bretagne.
Elle est maintenue noble en 1669 devant le Parlement de Bretagne, à Rennes.

## Origine
(octobre 2022).
La famille de Kermoysan tire son nom de la terre de Kermoysan, située dans la paroisse de Plouézec, près de Paimpol (Côtes-d'Armor). Kermoysan est passé à la famille de Trogoff vers 1420 par le mariage de Jehanne de Kermoysan, héritière de la branche aînée, avec Jehan de Trogoff, seigneur de Kergollen.
La branche puînée des Kermoysan, qui a donné les porteurs actuels, possédait des terres principalement à Pommerit-le-Vicomte (Trégor, Côtes-d'Armor) : Goasmap, Kerbourc'his, le Cosquer, le Rumeur et Kerprigent, et à Plestin-les-Grèves (Trégor, Côtes-d'Armor) : Leslec'h et Kerjean.
Plusieurs Kermoysan sont cités avant le début de la filiation suivie :
- Guyomarc'h de Kermoysan est mentionné dans une charte de l'abbaye de Beauport en 1298 ;
- Yvon de Kermoysan, seigneur de Goasmap, est mentionné dans le nécrologe des dominicains de Guingamp en 1348 (manuscrit latin obiit Dns Yvo de Kermoysan, armiger - kal 17 anno dni 1348 ; « mort, feu seigneur Yvon de Kermoysan, écuyer, l'an 1348, 17e jour avant les calendes, de l'année de notre seigneur Jésus Christ ») ;
- Bernard de Kermoysan, chevalier, donne à Pont-Audemer, le 11 novembre 1357, quittance de ses gages et de ceux des gens d'armes de sa compagnie pendant les guerres de Normandie ;
- Guezeuneuch de Kermoysan vend des chevaux à Jean de Montfort le 12 décembre 1393 ;
- Jean de Kermoysan, qui part en ambassade auprès du roi d'Angleterre Édouard III, apparaît dans un sauf-conduit pour Charles de Blois le 7 août 1356, accordé pour revenir d'Angleterre en Bretagne. Jean participe en effet aux négociations avec le roi d'Angleterre qui accorde à Charles de Blois des lettres de sauf-conduit pour revenir en Bretagne avec sa fille Marie, avant de lui accorder sa liberté (traité du 10 août 1356). Il est requis d'exécuter son mandement en tant que chevalier et conseiller du duc Charles. Il est témoin et signataire à ce titre, à Nantes, le 16 avril 1364, des lettres du duc de Bretagne, Charles de Blois, exemptant l'évêque, le chapitre et le clergé de la cathédrale de Tréguier de tous les impôts, aides, subsides ou redevances en échange d'une partie des reliques de saint Yves, pour les envoyer à Pierre, roi de Chypre, sauvé d'un grand danger par l'intervention du saint. Le 15 janvier 1365, il est présent à l'interrogatoire et à la confession de Rolland Moisan, accusé du meurtre de Jean, sire de Beaumanoir. Le 15 janvier 1366, à Paris, il reçoit mandement de Jeanne, duchesse de Bretagne, vicomtesse de Limoges, comme féal chevalier et conseiller du duc, d'exécuter les lettres de Charles, duc de Bretagne, en faveur de Marguerite d'Avaugour.
- Geoffroy de Kermoysan (Pommerit-le-Vicomte 1310 - 1380) entre dans l'ordre savant de Saint-Benoît, devient abbé de la Couture (abbaye fondé fin VIe siècle au Mans par saint Bernard), est nommé évêque de Cornouaille (à Quimper) en 1358 et de Dol (12 août 1369). Pendant la guerre de Succession de Bretagne, il prend le parti de Charles de Blois : Quimper est assiégé par Jean de Montfort. Il rassemble les habitants pour délibérer et la résolution unanime est prise d'ouvrir les portes au vainqueur. À la suite de la prise de position de l'évêque de Quimper en faveur de Jean de Montfort, Quimper est mise à sac par Charles de Blois. En tant qu'évêque de Quimper, il figure dans un acte d'Avignon de 1372 traitant de la fondation de la chapellenie du château de Pont-l'Abbé. Il assiste en 1375 au parlement tenu à Paris pour fixer la majorité des rois à 14 ans.
- Guillaume de Kermoysan et Payen ratifient, en avril 1381 à Guingamp, le second traité de Guérande qui met fin à cette guerre de Succession. Né au Goasmap, fils et héritier principal de Jehan de Kermoysan, il est sénéchal de Cornouaille en 1382. Il siège aux États de Bretagne à Rennes en septembre 1398.
- Guillaume de Kermoysan, seigneur de la Villeneuve, lieutenant du capitaine de la ville de Quimper en 1489, est lieutenant du duc et capitaine de la ville de Quimper en 1494.
- Jean de Kermoysan est prieur de l'abbaye de Beauport (abbaye de l'ordre des chanoines réguliers de Prémontré à Kérity-Paimpol) de 1574 à 1583.

## Histoire
La famille de Kermoysan était représentée aux montres de l'évêché de Tréguier en 1481 par quatre membres : à Plouagat, par Olivier de Kermoysan, archer en brigandine et arbalète ; à Pommerit-le-Vicomte, par Tugdual de Kermoysan, seigneur de Goasmap ; pour la paroisse du Merzer, par Ollivier de Kermoysan et son fils Jean.
La filiation suivie de cette famille commence à la fin du XIVe siècle avec Yvon de Kermoysan, seigneur du Goasmap (Goazmab) et du Rumeur (à Pommerit-le-Vicomte), qui eut quatre enfants : l'ainé, Jean, qui épouse Amicie de Kermeur, le puiné Yvon, le cadet Tugdual, et une fille, Mahaut. Yvon, le puiné, apparait dans une montre de la retenue de l'amiral de Bretagne, Jean de Penhoët, le 27 juin 1420.
Le cadet, Tugdual de Kermoysan, s'est particulièrement illustré, notamment au siège d'Orléans (1429) aux côtés de Jeanne d'Arc, au siège de Jargeau, à la bataille de Patay, aux sièges de Saint-Denis (1435), de Montereau (1437), et de Meaux (1439), à la bataille de Formigny et au siège de Cherbourg (1450), siège au cours duquel il périt. 

## Noblesse
La famille est maintenue noble en 1669 devant le Parlement de Bretagne, à Rennes,.

### Filiation
La descendance du couple Yvon de Kermoysan - Marguerite de Kerlosquet, est connue par la lecture des travaux historiques et généalogiques, notamment ceux de Paul Aveneau de La Grancière, des dossiers conservés aux archives départementales, et depuis le XVIIIe siècle par la lecture des actes d'état civil.
- Yvon de Kermoysan, seigneur de Goasmap et du Rumeur. Il épouse Marguerite de Kerlosquet, dame de Launay.
  - Jean de Kermoysan, seigneur de Goasmap, vivant en 1409. Il épouse Amicie de Kermeur.
    - Pierre de Kermoysan, écuyer, seigneur de Goasmap. Il épouse Marie de La Lande.
      - Tugdual de Kermoysan, vivant en 1478. IL épouse Marie de Bahuno
        - Pierre de Kermoysan ( -1519), seigneur de Goasmap. Il épouse Anne du Porzou.
          - Charles de Kermoysan, seigneur de Goasmap, allié à Perronnelle de Kermabon,
            - Philippe de Kermoysan, seigneur de Goasmap. En 1554, il épouse Louise Pinart, dame du Val-Pinart.
              - Jean Ier de Kermoysan, seigneur de Goasmapé (vers 1570-1621), noble homme, seigneur de Goazmap, Kercoignant, Kerjean, Le Leslech, Cazin, Lanleya, Le Plessix et autres lieux. Il épouse Marie du Dresnay, vivants en 1621.
                - Jean II de Kermoysan (vers 1598- ), seigneur de Goasmap, de Kerran, de Kerjan, de Leslec'h, du cosquer, du Plessis et de Cazin, de Kerprigent, et de Kerroignant. Le 19 avril 1633 à Plounerin, il épouse Claire Le Rouge, dame de Penanjun. En 1640, il habite ordinairement en son manoir du Goasmap, en Saint-Gilles-le-Vicomte (aujourd'hui Pommerit-le-Vicomte, Côtes-d'Armor).
                  - Maurice de Kermoysan (1634-1689), seigneur de Goasmap, du Leslec'h et de Lanyela, de Trésiguidy, de Kerjan et du Plessix, abbé laïc (1666-1667). Il épouse Madeleine de Kerlec'h.
                    - René de Kermoysan, seigneur de Trésiguidy et du Leslec'h. Il épouse X. de la Grue de la Freudière (La Chevrolière, en Retz), qui demeurait ordinairement en son manoir du Leslec'h.

                  - Jean-Baptiste de Kermoysan (vers 1640 - 1675), seigneur du Plessix et de Tromartin. En 1670, il épouse Elizabeth Le Chevoir.
                    - Vincent Claude de Kermoysan (vers 1675 - 1720), seigneur du Rumeur et de Tromartin. En 1702, il épouse Anne Julienne de Boisgelin.
                      - Joseph Claude Vincent de Kermoysan (1704-1750), chevalier, seigneur du Rumeur, capitaine au régiment Royal-La Marine. Le 2 avril 1725 à Garlan, il épouse Anne Rosalie Thépault du Breignou.
                        - Rolland René de Kermoysan (1731-1779), seigneur de Tromartin, avocat au Présidial de Vannes (1768-1773), conseiller au Parlement de Bretagne (1773-1779), officier de Marine. Le 5 septembre 1768 à Vannes, il épouse Louise Angélique Vincente Pitouays de Kervegan.
                          - Jean René Louis de Kermoysan (1769-1839), volontaire à l'Armée des émigrés en 1792, au régiment autrichien de Royal Saxe Hussards, prisonnier des armées républicaines et condamné à mort comme émigré en juillet 1796, sauvé par le général Louis Léopold Buquet, honoré de la médaille d'or d'honneur autrichienne de Marie-Thérèse, chevalier de l'ordre royal et militaire de Saint-Louis en 1814, chef de l'état major de l'Armée catholique et royale de Bretagne en 1817, qui signa lors de la campagne de 1815, les conditions des pourparlers et de l'occupation de Vannes par les royalistes, et recteur du Grand collège du Morbihan. Il épouse Françoise Chardevel.
                            - Hippolyte René Marie de Kermoysan (1804-1880), garde du corps du roi surnuméraire, officier de cuirassier. Le 6 juillet 1836 à Morlaix, il épouse Marie Eugénie Le Denmat
                              - Tugdual Philippe François Hippolyte Marie de Kermoysan (1841- ). Il épouse Odette de la Roche-Lambert.
                                - Odon de Kermoysan (1873-1928) épouse le 8 janvier 1901 à Pocé-les-Bois, Micheline du Pontavice du Bois.
                                  - Tugdual Auguste de Kermoysan (1901-1995)[7] épouse Jacqueline de Monteclerc[8].
                                    - Henry de Kermoysan épouse Alix du Pontavice. De ce mariage naissent quatre enfants, dont descendance agnatique[8]. Veuf, il épouse en secondes noces, Geneviève du Boüays de Coüesbouc. De ce second mariage naissent quatre enfants, dont descendance agnatique[9].
                                    - Yves de Kermoysan épouse Françoise Miorcec de Kerdanet. De ce mariage naît un fils[8].

                                - René-Marie de Kermoysan (1878-1915), lieutenant au 109e régiment d'infanterie, mort pour la France le 5 août 1915 à Choisy-au-Bac. Le 5 janvier 1905 à Belfonds, il épouse Cécile de La Rivière.
                                  - Roland de Kermoysan (1912-1997)[10] épouse Odile Le Motheux du Plessis. De ce mariage naissent cinq enfants, dont descendance agnatique[8].

                                - Étienne Joseph Marie de Kermoysan (1889-1971), entré à l'École navale en 1908, enseigne de vaisseau à bord du cuirassé Jauréguiberry en 1911, et du Cosmao, au Maroc en 1914, commandant de la canonnière Loutre en 1916, puis du sous-marin l'Impatiente, lieutenant de vaisseau en 1918, adjoint au commandant du port de Dakar (Sénégal) en 1919, chevalier de la Légion d'honneur le 14 janvier 1922, capitaine de frégate de réserve lors de son décès. Il épouse Marie-Josèphe de Robien[8].
                                  - François de Kermoysan, chef d'escadron d'artillerie de marine. il épouse Hélène de Sesmaisons. De ce mariage naissent trois filles[8].
                                  - Yann de Kermoysan épouse Nicole Barbier[8]. De ce mariage naissent deux enfants, dont descendance agnatique.
                                  - Alain de Kermoysan, ingénieur diplômé de l'École supérieure d'électricité[8],[11]. Il épouse Geneviève Roisin. De ce mariage naissent deux enfants, dont descendance agnatique[9].

                            - Alphonse Philippe Denis Marie de Kermoysan (vers 1807-1827), élève de marine, décédé en mer à bord de la frégate L'Hermione en 1827 de la fièvre jaune.

                          - Rolland Marie Gabriel, élève de marine, chevalier de Kermoysan, volontaire au régiment d'émigrés Loyal-Émigrant, condamné à mort et fusillé à 19 ans, le 25 août 1795, avec son ami René Joseph de Lantivy de Trédion, le jour de la grande charrette des jeunes émigrés.

                    - Gabriel François Claude de Kermoysan (1676-1747), capitaine au régiment royal de la marine, colonel d'infanterie, chevalier de l'ordre royal et militaire de Saint-Louis, chevalier de l'ordre de Saint-Lazare de Jérusalem (1716), chevalier de Notre-Dame du Mont-Carmel, gouverneur de Redon (1740).

  - Tugdual de Kermoysan ( -1450).

Personnalités non rattachées :
- vicomte de Kermoysan, employé au ministère de l'Instruction publique, traducteur pour la collection des classiques latins, notamment de Tite-Live et des œuvres oratoires de Cicéron, membre de la Société de l'Histoire de France (admis le 7 juillet 1903, et décédé en 1931), collaborateur de l'Encyclopédie moderne.
- Marcel Pierre de Kermoysan (18 avril 1926 à Châtelaillon- 14 août 1944), résistant, agent de liaison et de recrutement, entré dans les Forces françaises de l'intérieur en 1942, tué à 18 ans lors de l'attaque de Château Gaillard, près de Juicq, PC du groupe franc Roger. Inhumé au cimetière de Fouras, son nom est inscrit sur le monument aux morts de Fouras. Il est cité à l'ordre militaire et décoré de la croix de guerre 1939-1945 à titre posthume.

## Châteaux
Les manoirs du Cosquer, du Leslec'h, de Kerjean et du Plessix, existent toujours au XXIe siècle, mais ne sont plus dans la famille de Kermoysan.

## Armes
Les armes de la famille sont De gueules à sept coquilles d'argent posées, 3, 3, 1.

## Pour approfondir

#### Ouvrages
- Cartulaire de l'Abbaye de Landévennec, copie du XVe siècle du manuscrit latin de 945, société archéologique du Finistère, Athur le Moyne de la Borderie, Rennes 1888, bibliothèque nationale, archives de France, MS LATIN 9746 et 8°L7 K26253.
- Pierre de La Haye, Abbaye de Landévennec, Chataulin, Finistère, 1958.
- M. Couffon de Kerdelec'h, Chevalerie bretonne, t II.
- Dom Morice, Histoire de la Bretagne, mémoires pour servir de preuves à l'histoire de la Bretagne, tome I, livres 16 (559), 17 (603, 604, 606, 610, 611, 623, 641) et 18 (645, 647), Paris, éditions du Palais Royal,
- Abbé de Garaby, Personnes marquantes nées dans les Côtes-du-Nord, annuaire de 1848, 42 à 45.
- Henri Frotier de la Messelière, Catalogue général des filiations bretonnes, famille de Kermoysan, Archives départementales de Rennes.
- Michael Jones, recueil des actes de Jean IV, duc de Bretagne, université de haute Bretagne, Rennes II, Institut armoricain de recherches économiques et humaines, librairie C. Klincksieck, Paris 1980.
- Michael Jones, Recueil des actes de Charles de Blois et de Jeanne de Penthièvre, duc et duchesse de Bretagne, 1341-1364, suivi des actes de Jeanne de Penthièvre, 1364-1384, Presses universitaires de Rennes, archives départementales de Rennes, B1-65.
- Eugène Cosneau, Le connétable de Richemont (Arthur de Bretagne) 1393-1458, Thèse 1888, Quimper, et Paris librairie et cie, 1896
- Ordonnance de création de la milice des gens du commun par le duc Jean V: ordonnance du 30 mars 1425, Bibliothèque de Nantes
- Jean Claude Colrat, L'armorial du traité de Guérande (1381), Édition Le Briquet, Amicale des collectionneurs de Figurines Historiques du Centre Loire, Hors série no 16.
- Bibliothèque nationale, Clairambault, XXV, p. 1847. G. Demay, inventaire de sceaux, no 4994. De la Roque (Histoire d'Harcourt) II, 1117-1118.

#### Archives
- Nécrologie des jacobins (dominicains) de Guingamp, bibliothèque nationale MS 22361, catalogue de Gaignières
- Extrait du nécrologue des Dominicains de Guingamp, Bibliothèque Nationale, manuscrit du fonds Français, 22329
- Rôle d'armes du traité de Guérande (15 janvier 1381) : manuscrit du XVIIe siècle, Bibliothèque nationale ms, Fr. 22361, Fol II, et ss.
- Guillaume Gruel, Chronique d'Arthur de Richemont, connétable de France, duc de Bretagne (1393-1458), Archives nationales, 70, 79, 104, 105, 114, 115, 124, 125, 128, 129, 136, 137, 146, 147, 152, 153, 163, 166, 167, 204, 205, 212, 213, 248, 249, 259, 251, 254, 255, 259, 260, 261.
- Manoirs et principaux fiefs du département des Côtes du Nord, Archives départementales, US 921 C2. 6
- Dom Morice, "comptes Raguier", preuves II, col. 1268-1269. Archives nationales.
- Archives Départementales des Côtes d'Armor, famille de Kermoysan, FAMILLE série 2 E (familles), et 396 (fonds de Kergariou) famille de Kermoysan.
- Réf et montres de l'évêché de Tréguier, famille de Kermoysan, numéro 281 à 325, 69, 70, 72, 83, 120, 313, 314, 315, 316, 320, 321, 331, 334, 335, 336, archives départementales des côtes du nord, 25 juillet 1966.
- Archives de la Loire-Inférieure, E 245. 20, E 133-8, E 147-2, E 133-3 à 5
- BM Saint-Brieuc, fonds de Boisgelin, Tréguyer, coté XIIIIC IIIIXX XI
- Archives Départementales des Côtes d'Armor – 1 C 184 et 74 J 49
- Archives nationales, pièces originales : 1265, no 2-4-5-8-14, H 3859, p. 17, no 438, p. 50 no 1112 et p. 54, no 1690, R4 * 1140, 122-124, R4 * 402, p. 471, R4 * 1140, R4* 400, no 14-16-18, 1608 d(er) 37149 no 2, p. 1 no 164, 1280, no 140-142, S 2925, LL 1150, p. 620.
- Bibliothèque nationale, Dossiers bleus, 298, d(er) 7583.

#### Tugdual de Kermoysan
- Thomas Bazin, Histoire de Charles VII, Paris, société d'édition des belles lettres, 1933.
- CH. d'Héricault et L. Molandon, La France guerrière de Jeanne d'Arc à Henri IV, 1876, Paris, Garnier frères librairie éditeurs.
- Anatole France, Vie de Jeanne d'Arc, tome premier, chapitre XIII, XV, XVI, Paris, Calmann Lévy éditeurs.
- Le mystère du siège d'Orléans, F Guessard et Certain, MDCCCLX II, histoire politique, Paris, imprimerie royale
- Boucher de Molandon et de Beaucorps, L'armée anglaise vaincue par Jeanne d'Arc sous les murs d'Orléans, dans les mémoires de la société archéologique de l'Orléanais, t XXIII (1892), 673, 986.
- Jules Lair, essai historique et topographique sur la bataille de Formigny, Paris et Bayeux, 1903, in 4°.
- J. Trévédy, Les compagnons bretons de Jeanne d'Arc, Saint-Brieuc, imprimerie-lithographie René Prud'homme, 1897.
- B. Robidou, Jeanne d'Arc et les bretons, Archives nationales.
- Société polymathique du Morbihan, Jeanne d'Arc et Richemont, Archives nationales.
- J.-P. Etcheverry, Arthur de Richemont, le justicier, précurseur, compagnon et successeur de Jeanne d'Arc, ou l'honneur d'être français, éd France Empire, Archives nationales.
- Robert Guinot, Jean de Brosse, maréchal de France, compagnon de Jeanne d'Arc, librairie éditions Guénégaud, Paris, 2000.
- Marius Sepet, Jeanne d'Arc, Tours, Alfred Mame et fils, MDCCCLXXX.
- Jean Claude Colrat, Les compagnons d'armes de Jehanne La Pucelle et du siège d'Orléans, Édition Le Briquet, Amicale des collectionneurs de Figurines Historiques du Centre Loire, Hors série no 13 (3 tomes, A, B, C)
- M. Nardeau et Olivier Benoît Pierre de Kermoysan, Un compagnon de Jeanne d'Arc originaire du Goelo, Tugdual de Kermoysan dit le bourgeois, dans Les Carnets du Goëlo, société d'études historiques et archéologiques du ----Goelo, no 10, imprimerie Henry, Pédernec, 1994.
- P. Charpentier et Cuissard, Journal du siège (d'orléans)
- Archives du Loiret, A 1987, A 860, 867, A 879.
- G. Leroy, Histoire de Melun.

#### A trier
- baron de Jourvansault, Catalogue analytique 1838, université d'Oxford.
- Œuvres inédites d'Eustache Deschamps, 1849, imprimerie de Paul Dubois, New York Public Library, tome 5.
- Léon Puiseux, Siège et prise de Caen par les Anglais, épisode de la guerre de cent ans, Caen, Le Gost-Clérisse, 1858, bibliothèque universitaire de Caen, section droit-lettres, N RB II/3 134325 et 1401751.
- Chronique de Mathieu d'Escouchy, Paris 1863 (1863-64), librairie Mme Ve J. Renouard
- Paul Aveneau de La Grancière, Notes historiques sur la paroisse de Pluguffan, 1896, le livre d'histoire-Lorisse, Paris, 2004.
- Extrait des Mémoires de la société archéologique et historique des Côtes d'Armor, 1853 : montres de l'évêché de Tréguier en 1481.
- Marcel Planiol, Histoire des Institutions de la Bretagne, tome 3e, 1981, archives municipales de Rennes.
- Société des bibliophiles bretons et de l'histoire de la Bretagne, archives de Bretagne, tome IV, Lettres et mandements de Jean V, duc de Bretagne, de 1402 à 1406. Nantes, Société des bibliophiles bretons et de l'histoire de la Bretagne, M. DCCC. XIC. archives municipales de Rennes.
- La Grande Encyclopédie, 1850-1905, tome 21, Janiçon-Lemos, Dreyfus-Camille, p. 487, Société anonyme de La Grande Encyclopédie, Paris, H. Lamirault et cie éditeurs, bibliothèque nationale de France.
- G. du Fresne de Beaucourt, Histoire de Charles VII, tome V (Le roi victorieux 1449-1453), Paris 1890, Alphonse Picard, libraire éditeur, bibliothèque nationale de France.
- Vies des grands capitaines français du Moyen Âge, tome IV (Olivier de Clisson) et tome VI (Arthur de Richemont), connétable de France, par Alexandre Mazas, Paris, Eugène Devenne Éditeur, M DCCC XXVIII, bibliothèque nationale de France.
- Histoire militaire de Redon, J. Trevedy, Rennes, Caillère éditeur, 1893, p. 122 à 125, archives municipales de Rennes, IV2-58.
- Archives communales antérieures à 1790 - Ville de Quimper, Série EE, Affaires militaires, EE 9 (parchemin) et EE 11 (parchemin).
- Dictionnaire bibliographique, La littérature française contemporaine 1827-1849, continuation de la France littéraire, par Félix Bourquelot et Alfred Maury, tome quatrième, p. 460, Paris, Delaroque Ainé, libraire, 1852.
- Annuaire de la Société de l'histoire de France, année 1931, Paris, Librairie Ancienne Honoré Champion, 1931
- Archives de Bretagne, tome IV, Lettres et Mandements de Jean V, Duc de Bretagne, de 1402 à 1406, Nantes, Société des Bibliophiles Bretons et de l'Histoire de La Bretagne, M. DCCC. XIC, Archives départementales de Rennes, série J, vol 20.
- La Cornouaille du IXe au XIIe siècle, par Joëlle Quaghebeur, 2e éd, Presses universitaires de Rennes, Société archéologique du Finistère, 1864, Archives départementales de Rennes, B 2-416, p. 89 à 91.
- Histoire de Louis XI, Charles Pinot-Duclos, 1820, publié par A. Belin.
- Histoire des rois et ducs de Bretagne, Prudence Guillaume Roujoux - nouvelle édition tome IV - Paris, Dufey éditeur 1839.
- Histoire militaire de Redon, J. Trevedy, Rennes, Caillère éditeur, 1893, p. 122 à 125, archives municipales de Rennes, IV2-58.
- L'armée en Bretagne au XVIIIe siècle, institution militaire et société civile au temps de l'intendance et des états, Stéphane Perréon, Presses Universitaires de Rennes, collection Histoire, archives municipales de Rennes, B1-117.
- Vies des Saints de la Bretagne Armorique, Albert Le Grand, édité par J. SALAUN, Quimper, 1901
- Expédition des émigrés à Quiberon, le comte d'Artois à l'île d'Yeu, Paris, Lamulle & Poisson, éditeurs, 1899
- L'état de la France, tome III, Paris, chez Théodore Legras, Grand'salle du palais, à L'couronnée, 1736, p. 493.
- L'ouest aux croisades, H de Fourmont, tome II, MDCCCLXVI, " Kermoysan", pages 211 à 213.
- Histoire de Bertrand du Guesclin et de son époque, p. 186, par Siméon Luce, Paris, Hachette et cie, 1876.
- Bulletins et mémoires de la société d'émulation des Côtes-d'Armor, tome LXV, 1934.
- E. Fonssagrives, Jeanne d'Arc et Richemont, Vannes, imprimerie Galles, Archives nationales
- La maison de Massy et ses pierres tombales (1080 - 1467), Jean Ier de Garencières, Tugdual de Kermoisan, par G. Estournet, bulletin de la société historique et archéologique de Corbeil, d'Étampes et du Hurepoix, 60e année, Paris 1954.
- Extrait des minutes de Louis Merlet 1369-1615, comté de Dunois, archives départementales de Rennes, E. 2731
- Les Bretons, compagnons de guerre du connétable de Richemont, Vannes, Lafolye frères éd, 1909,
- Archives départementales du Finistère : AD 29, 100, J, 1614. Fonds du Chastelier.
- Cartulaire de Quimper, Henry de Kermheur, 20 V 1388 (cf Le Coign), page 326. Châtellenie de Pont l'Abbé, AD 29 - A 84 : 14 VIII, 1415.
- La gazette de France, Paris, 35 volumes, volume 2, p. 246.
- Les milices et les troupes provinciales, volume 1834, p. 67, Léon Hennet, Paris, librairie militaire de Baudouin et Cie, 1884.
- Archives parlementaires de 1787 à 1860, recueil complet des débats législatifs et politiques des chambres françaises, sous la direction de MM J.Madival et E.Laurent, 2e série (1800 à 1860), tome XIII, p. 336 et 337.